# Proceedings of the American Mathematical Society
Proceedings of the American Mathematical Society est une revue mensuelle de mathématiques publiée par l'American Mathematical Society. Parmi ses exigences, tout article doit faire au plus 15 pages imprimées pour pouvoir être publié. Les articles plus longs doivent être proposées aux Transactions of the American Mathematical Society.
Le Managing editor est en 2018 Matthew Papanikolas de l'Université A&M du Texas. De fait, les Proceedings et les Transactions sont gérées par le même pool. Selon le Journal Citation Reports, le facteur d'impact de la revue était de 0,640 en 2009 ; sur SJR, le facteur d'impact est de 1,11 en 2018

## Portée
Proceedings of the American Mathematical Society publie des articles sur tout sujet des mathématiques pures et appliquées, y compris en topologie, en géométrie, en analyse, en algèbre, en théorie des nombres, en combinatoire, en logique, en probabilités et en statistiques.

## Résumé et indexation
Cette revue est indexée dans les bases de données suivantes  :
- Mathematical Reviews
- Zentralblatt MATH
- Science Citation Index
- Science Citation Index Expanded
- ISI Alerting Services
- CompuMath Citation Index
- Current Contents / Physical, Chemical & Earth Sciences.

## Autres revues de l'American Mathematical Society
- Journal of the American Mathematical Society
- Memoirs the American Mathematical Society
- Notices of the American Mathematical Society
- Transactions of the American Mathematical Society